# Швайкарт, Рассел
Ра́ссел Луис «Ра́сти» Шва́йкарт (англ. Russell Louis «Rusty» Schweickart; р. 25 октября 1935 года, Нептьюн, штат Нью-Джерси, США) — астронавт НАСА, специалист в области физики верхних слоёв атмосферы. Совершил один космический полёт — на космическом корабле «Аполлон-9», совершил один выход в открытый космос. Входил в дублирующий экипаж первого полёта — Скайлэб-2 к орбитальной станции Скайлэб.

## Рождение и образование
Рассел Луис Швайкарт родился в 1935 году в городе Нептьюн, штат Нью-Джерси. В 1952 году закончил Манаскуанскую среднюю школу. В 1956 году окончил Массачусетский технологический институт и получил степень бакалавра наук по авиационной технике, а после завершения военной службы, в 1963 году там же получил степень магистра наук по аэронавтике и астронавтике.

## Военная карьера
В 1956—1963 годах служил пилотом ВВС США и ВВС Национальной гвардии штата Массачусетс. Общий налёт на различных типах самолётов составляет более 4200 часов, из них — 3500 на реактивных самолетах.

## Космическая подготовка
В октябре 1963 года был зачислен в отряд астронавтов НАСА во время третьего набора. После прохождения подготовки получил назначение в Отдел астронавтов НАСА. 21 марта 1966 года был назначен пилотом дублирующего экипажа первого пилотируемого полёта по программе Аполлон. После гибели 27 января 1967 года основного экипажа во время пожара на тренировке в кабине корабля Аполлон-1 (Швайкарт был дублёром Чаффи), программа полётов была пересмотрена.
В ноябре 1967 года был назначен пилотом лунного модуля корабля Аполлон-8. Программа этого полёта предусматривала первые испытания лунного модуля и всего корабля Аполлон в полной конфигурации на орбите Земли. Однако летом 1968 года стало ясно, что лунный модуль будет готов к испытаниям не раньше марта 1969 года. В этой ситуации было решено дать экипажу Аполлона-8 другое полётное задание, а экипажи Аполлона-8 и Аполлона-9 поменять местами.

## Космический полёт
- Аполлон-9[3]. Стартовал в космос 3 марта 1969 года в качестве пилота лунного модуля, приземление 13 марта. Во время этого полёта впервые были испытаны все системы корабля Аполлон в штатной конфигурации для полёта на Луну. Впервые проведены пилотируемые испытания лунного модуля в автономном полёте.

Во время полёта выполнил один выход в открытый космос через люк лунного модуля «Паук»: 06.03.1969 — продолжительностью 1 час 7 минут. Продолжительность полёта составила 10 суток 1 час.

## Работа в НАСА
Ушёл из отряда астронавтов в мае 1974 года. С мая 1974 по июль 1979 года работал в штаб-квартире НАСА в Вашингтоне директором в Отделе применения результатов космических исследований и разработок.

## Общественно-политическая деятельность
С 1977 года работал помощником губернатора Калифорнии Эдмунда Джеральда Брауна мл. по вопросам науки и техники. Отвечал за работу аварийных служб и Национальной гвардии штата. С августа 1979 года работал председателем Калифорнийской энергетической комиссии.
В 1984—1985 годах участвовал в создании Ассоциации исследователей космоса (ASE), вместе с Алексеем Леоновым, Виталием Севастьяновым и Георгием Гречко. В эту ассоциацию позже вошли более четырёхсот астронавтов и космонавтов.
Швайкарт уделяет много внимания вопросам планетарной защиты от астероидов. В частности, в мае 2005 года докладывал Конгрессу США об опасности астероида (99942) Апофис, а в 2010 участвовал в работе специальной группы Консультативного совета НАСА по планетарной защите.

## Награды
Имеет награды — Медаль «За выдающуюся службу» (НАСА) (1969), Медаль «За исключительные заслуги» (1973). Также награждён медалью НАСА «За космический полёт» (1969). Его имя внесено в Зал славы американских астронавтов.

## Семья
Жена (бывшая) — Клэр Г. Витфилд (Clare G. Whitfield). Дети: дочь Вики Луиза (12.09.1959), близнецы Рэндольф Бартон и Рассел Браун (08.09.1960), дочь Элин Эшби (19.10.1961) и дочь Дайана Крум (26.07.1964). Жена (вторая) — Нэнси Рэмси, во втором браке у него двое детей. Увлечения охота, рыбалка, велоспорт и пеший туризм.